# 启历
启历（1052年五月一日—1053年正月十七日）一作端懿，是北宋时期儂智高的年号，共计2年。
另《玉海》还有“端懿”年号，不详何时。《纪元编》又有“大历”年号，李崇智認為是儂智高國號。

## 改元
- 1052年——五月一日，儂智高稱帝，國號大南國，改元啟曆。[4][5]
- 1053年——正月十七日，儂智高逃往大理國。[6]

## 紀年對照表
| 启历 | 元年   | 二年   |
| ---- | ------ | ------ |
| 公元 | 1052年 | 1053年 |
| 干支 | 壬辰   | 癸巳   |

## 同期存在的其他政權之紀年
- 中國
  - 皇祐（1049年－1054年）：北宋—宋仁宗趙禎之年號
  - 重熙（1032年－1055年）：契丹—遼興宗耶律宗真之年號
  - 天祐垂聖（1050年－1052年）：西夏—夏毅宗李諒祚之年號
  - 福聖承道（1053年－1056年）：西夏—夏毅宗李諒祚之年號
  - 政安（1053年－1061年）：大理—段思廉之年號
- 越南
  - 崇興大寶（1049年－1054年）：李朝—李佛瑪之年號
- 日本
  - 永承（1046年－1053年）：後冷泉天皇之年号
  - 天喜（1053年－1058年）：後冷泉天皇之年号

## 深入閱讀
- 李崇智. . 北京: 中華書局. 2004年12月. ISBN 7101025129.
- 鄧洪波. . 臺北: 國立臺灣大學東亞經典與文化研究計劃. 2005年3月  [2021-11-22]. ISBN 9789860005189. （原始内容 (pdf)存档于2007-08-25）.

| 前一年號： 景瑞 | 中国年号索引 | 下一年號： -- |